# Episodi di Looking (prima stagione)
La prima stagione della serie televisiva Looking è stata trasmessa negli Stati Uniti in prima visione sul canale via cavo HBO dal 19 gennaio al 9 marzo 2014. 
In Italia è stata trasmessa in prima visione assoluta sul canale satellitare Sky Atlantic dal 6 novembre al 18 dicembre 2014.
| nº | Titolo originale                | Titolo italiano                         | Prima TV USA     | Prima TV Italia  |
| -- | ------------------------------- | --------------------------------------- | ---------------- | ---------------- |
| 1  | Looking for Now                 | Cerco subito                            | 19 gennaio 2014  | 6 novembre 2014  |
| 2  | Looking for Uncut               | Cerco non circonciso                    | 26 gennaio 2014  | 6 novembre 2014  |
| 3  | Looking at Your Browser History | Cerco tra la tua cronologia di internet | 1º febbraio 2014 | 13 novembre 2014 |
| 4  | Looking for $220/Hour           | Cerco 220 dollari all'ora               | 9 febbraio 2014  | 20 novembre 2014 |
| 5  | Looking for the Future          | Cerco il mio futuro                     | 16 febbraio 2014 | 27 novembre 2014 |
| 6  | Looking in the Mirror           | Cerco il mio riflesso                   | 23 febbraio 2014 | 4 dicembre 2014  |
| 7  | Looking for a Plus-One          | Cerco accompagnatore                    | 2 marzo 2014     | 11 dicembre 2014 |
| 8  | Looking Glass                   | Cerco te                                | 9 marzo 2014     | 18 dicembre 2014 |

## Cerco subito
- Titolo originale: Looking for Now
- Diretto da: Andrew Haigh
- Scritto da: Michael Lannan

### Trama
San Francisco. Patrick è indeciso se partecipare all'addio al celibato del suo ex fidanzato Jason, convincendosi ad accettare dopo che l'amico Dom si offre di accompagnarlo. Quando il coinquilino Agustín annuncia l'intenzione di andare a convivere con il suo ragazzo Frank a Oakland, Patrick decide che è venuto il momento di trovare una relazione stabile e fissa un incontro sul sito di appuntamenti OkCupid con il dottore Benjamin. Dom comunica alla coinquilina Doris che sta pensando di raggiungere la sua vecchia fiamma Ethan, un affermato agente immobiliare di Los Angeles.
L'appuntamento con Benjamin si rivela un fiasco per Patrick, troppo agitato al cospetto del dottore che cercava un partner più maturo e sicuro di sé. Sulla via del ritorno a casa in metropolitana Patrick incontra Richie, un barbiere che lavora anche come buttafuori nel locale Esta Noche, ricevendo l'invito a raggiungerlo; Patrick non sa se accettare, soprattutto perché Richie, preso il biglietto da visita di Benjamin, lo ha scambiato per il dottore. Dopo essere stato all'addio al nubilato di Jason, Patrick viene consigliato da Dom di dare una possibilità a Richie. Agustín si ritrova coinvolto in un rapporto a tre con Frank e Scotty, quest'ultimo presentatogli dall'artista Stina. Frank chiede ad Agustín se è quello che vuole per la loro relazione. Dopo essere stato respinto da un giovane collega di lavoro, Dom è ancora più determinato a riallacciare i rapporti con Ethan.
- Guest star: O.T. Fagbenle (Frank), Lauren Weedman (Doris), Raúl Castillo (Richie Donado), Andrew Law (Owen), Jason Ralph (Jason).

## Cerco non circonciso
- Titolo originale: Looking for Uncut
- Diretto da: Andrew Haigh
- Scritto da: Andrew Haigh

### Trama
Patrick e Dom accompagnano Agustín nella sua nuova sistemazione a Oakland, anche se sono convinti non durerà. Dom incontra Ethan che, trovandosi in città per sovrintendere all'apertura del nuovo ufficio della sua società, gli chiede di riprovarci. Patrick fa pratica di sesso con un condomino non circonciso, visto che Richie rientra in questa categoria.
Dom rivela a Ethan di averlo cercato unicamente per riavere indietro gli 8.000 $ che gli aveva prestato. Come già accaduto con il dottore, Patrick beve troppo e va su di giri, implorando il cauto Richie di andare nel suo appartamento e passare subito alle vie di fatto. Richie si dice finanche intimorito dall'esuberanza di Patrick, convinto che cerchino cose diverse.
- Guest star: O.T. Fagbenle (Frank), Lauren Weedman (Doris), Raúl Castillo (Richie Donado), Derek Ray (Ethan), Andrew Keenan-Bolger (Alex).

## Cerco tra la tua cronologia di internet
- Titolo originale: Looking at Your Browser History
- Diretto da: Andrew Haigh
- Scritto da: Michael Lannan e Andrew Haigh

### Trama
Con l'obiettivo di divertirsi e dimenticare Richie, Patrick partecipa a una convention di lavoro in cui fa il filo a un ragazzo inglese di nome Kevin, senza sapere che si tratta del suo nuovo capo. Agustín non attraversa un momento facile, dato che la convivenza con Frank sta mostrando le prime crepe ed è appena stato licenziato da Stina; alla tavola calda conosce il professionista del sesso CJ. Euforico per aver affrontato Ethan, Dom è alla ricerca di una nuova sfida.
Patrick sente di non essere entrato nelle grazie di Kevin, soprattutto dopo che questi ha criticato la cronologia delle ricerche dalla sua postazione di lavoro. Per dimostrare al nuovo capo che si sbaglia sul suo conto, Patrick gli presenta la sua proposta per un nuovo livello del videogioco in corso di sviluppo; Kevin ammette di averlo voluto stuzzicare, ritenendolo assolutamente in grado di far parte del suo team. Dom sta pensando di aprire un ristorante di pollo portoghese.
- Special guest star: Scott Bakula (Lynn).
- Guest star: O.T. Fagbenle (Frank), Lauren Weedman (Doris), Andrew Law (Owen), Russell Tovey (Kevin Matheson), TJ Linnard (CJ).

## Cerco 220 dollari all'ora
- Titolo originale: Looking for $220/Hour
- Diretto da: Ryan Fleck
- Scritto da: Allan Heinberg

### Trama
Patrick e Kevin sono al lavoro di domenica per lo sviluppo del nuovo videogioco, quando quest'ultimo riceve la telefonata del suo fidanzato in arrivo da Seattle. Rimasto solo in ufficio, Patrick è invitato da Agustín e Doris a raggiungerli alla fiera dell'orgoglio gay, dove fanno la conoscenza di CJ. Costui si diletta nel raccontare i casi più strani di uomini che l'hanno ingaggiato per sesso. Dom ha invece altri progetti con Lynn, un fiorista incontrato alcuni giorni prima in una sauna.
Patrick non nasconde ad Agustín le proprie perplessità circa il suo interesse verso un personaggio borderline come CJ, proprio adesso che ha iniziato a convivere. Lynn si offre di valutare il progetto della nuova attività che Dom intende mettere in piedi, anche se lui spera di poterlo rivedere ancora. Kevin torna a riprendere il lavoro, ma Patrick si accorge che il suo capo gli sta lanciando dei segnali e coglie l'occasione per squagliarsela. Al locale Patrick si imbatte nuovamente in Richie, scusandosi per il suo comportamento dell'ultima volta e riallacciando i rapporti.
- Special guest star: Scott Bakula (Lynn).
- Guest star: O.T. Fagbenle (Frank), Lauren Weedman (Doris), Raúl Castillo (Richie Donado), Russell Tovey (Kevin Matheson), TJ Linnard (CJ).

## Cerco il mio futuro
- Titolo originale: Looking for the Future
- Diretto da: Andrew Haigh
- Scritto da: Andrew Haigh

### Trama
Patrick non riesce più a fare a meno di Richie, dando l'impressione di aver finalmente trovato la tanto agognata relazione stabile. Dopo essersi dato malato al lavoro, Patrick trascorre la giornata in giro per San Francisco con Richie, un'occasione per approfondire la conoscenza reciproca.
La sera Patrick, felice di come sono andate le cose, chiede a Richie di andarci piano proprio come una vera coppia.

## Cerco il mio riflesso
- Titolo originale: Looking in the Mirror
- Diretto da: Joe Swanberg
- Scritto da: Tanya Saracho e JC Lee

### Trama
Patrick è nervoso perché, in occasione del quarantesimo compleanno di Dom, presenterà Richie ai suoi amici. Richie sembra rabbuiarsi quando Patrick lo definisce per la prima volta il suo "ragazzo", ma l'indomani gli regala un ciondolo cubano a simboleggiare il loro legame. Lynn fa conoscere a Dom una coppia di gay benestanti che potrebbero introdurlo nel mondo della ristorazione. Dom è preoccupato per l'esito dell'incontro, poiché i quarant'anni rappresentano la soglia della vita entro cui un uomo dovrebbe avere concluso qualcosa. Agustín non è soddisfatto di come stanno uscendo le fotografie del progetto artistico in corso con CJ, avendo paura che Frank possa invaghirsi di una delle comparse.
L'incontro tra Richie e gli amici di Patrick non va purtroppo per il verso sperato. Innanzitutto, la comitiva si imbatte in Kevin e il suo ragazzo Jon, con Patrick che non presenta adeguatamente Richie. Inoltre, ed è la goccia che fa traboccare il vaso, Richie discute con Agustín dopo che questi si è permesso di ridicolizzare il ciondolo cubano regalato a Patrick, oltre ad averlo sentito dire al fidanzato che meriterebbe di meglio. La sera Patrick cerca di salvarsi in corner, invitando Richie ad accompagnarlo al matrimonio della sorella da lì a due settimane, ma il fidanzato è di pessimo umore e gli chiede di salutarsi prima che possano litigare.
Alla festa di Dom si è unito anche CJ, invitato da Agustín per farlo conoscere a Frank. Quest'ultimo accetta di farsi filmare mentre fa sesso a tre con Agustín e lo stesso CJ, sperando che questo diversivo possa ravvivare la loro relazione. Lynn dà a Dom la brutta notizia che i possibili investitori non sono interessati al suo progetto del ristorante. Dom spera di consolarsi tra le braccia di Lynn, ma questi ritiene opportuno che rimangano solo amici.
- Special guest star: Scott Bakula (Lynn).
- Guest star: O.T. Fagbenle (Frank), Lauren Weedman (Doris), Raúl Castillo (Richie Donado), Andrew Law (Owen), Russell Tovey (Kevin Matheson), TJ Linnard (CJ).

## Cerco accompagnatore
- Titolo originale: Looking for a Plus-One
- Diretto da: Jamie Babbit
- Scritto da: John Hoffman

### Trama
Agustin mostra a Patrick e Dom le fotografie scattate a Frank e CJ mentre stavano facendo sesso e che saranno esposte in una mostra. Di fronte alla reazione perplessa degli amici, Agustin li accusa di essere troppo concentrati sui rispettivi problemi; Patrick ha il matrimonio della sorella, con conseguente ingresso di Richie in famiglia, mentre Dom si appresta ad aprire il suo ristorante ed è più scontroso del solito.
Richie pianta in asso Patrick nel bel mezzo del tragitto verso il matrimonio. Motivo della discussione è l'agitazione di Patrick, il quale rifiutava di farsi aiutare ad annodare il papillon mentre stava guidando la macchina prestatagli da Dom; inoltre, Patrick ha scoperto che Richie portava con sé della marijuana, decisamente inappropriata per il primo incontro con i suoi genitori. Richie afferma che i tempi non sono ancora maturi per conoscere la famiglia di Patrick. Agustin decide di annullare la mostra, scatenando una discussione con Frank in cui confessa di aver pagato CJ per il sesso. Frank è piuttosto alterato, considerando che si era prestato a questo diversivo per favorire un'evoluzione dell'arte di Agustin, e gli comunica che vuole rompere la convivenza. Mentre stanno allestendo il ristorante per l'apertura, Dom discute con Lynn perché a suo dire starebbe monopolizzando i preparativi, quasi a volersi impadronire dell'attività; Lynn gli consegna le chiavi, lasciandolo da solo a completare i lavori.
Al matrimonio della sorella Patrick incontra inaspettatamente Kevin, invitato in quanto Jon è imparentato con lo sposo. Al termine della cerimonia, Patrick lascia un messaggio in segreteria a Riche in cui dice di perdonarlo nonostante il suo comportamento di oggi. In bagno Patrick si imbatte in un Kevin alticcio che inizia a baciarlo, ma poi si stacca vedendo che Patrick non lo asseconda.
- Special guest star: Scott Bakula (Lynn).
- Guest star: O.T. Fagbenle (Frank), Lauren Weedman (Doris), Raúl Castillo (Richie Donado), Russell Tovey (Kevin Matheson), Scott Evans (Cody Heller), Kelli Garner (Megan Murray), Julia Duffy (Dana Murray).

## Cerco te
- Titolo originale: Looking Glass
- Diretto da: Andrew Haigh
- Scritto da: Tanya Saracho e Michael Lannan

### Trama
Richie dice di non essere ancora pronto a chiarire con Patrick, invitandolo a lasciargli spazio nell'attesa che sia lui a farsi di nuovo vivo. Kevin chiede scusa a Patrick per il suo comportamento, giustificandolo con l'ansia che gli mettono i matrimoni. Frank definisce Augustin una persona mediocre che non concluderà nulla di buono nella vita, rinnovandogli l'invito a lasciare l'appartamento. Dom continua a sperare che Lynn possa perdonarlo ed essere presente all’inaugurazione del ristorante.
Dom mette in testa a Patrick che si è chiaramente infatuato di Kevin. Quando quest'ultimo gli telefona, Patrick lo raggiunge al lavoro, scoprendo che la sua intenzione è rivelargli i propri sentimenti; i due ragazzi fanno l'amore, anche se Kevin non è ancora in grado di chiarire quale rapporto esista tra loro. Patrick trova Richie ad aspettarlo davanti a casa sua per certificare la fine della loro storia. Dom apprezza che Lynn alla fine sia venuto all'inaugurazione e al termine della serata, dopo aver fatto ammenda, lo bacia.
Dom torna a vivere nell'appartamento di Patrick. I due ragazzi guardano insieme Cuori senza età come ai vecchi tempi.
- Special guest star: Scott Bakula (Lynn).
- Guest star: O.T. Fagbenle (Frank), Lauren Weedman (Doris), Raúl Castillo (Richie Donado), Russell Tovey (Kevin Matheson), Andrew Law (Owen), Matthew Risch (Matthew)